# Il segreto (soap opera)
Il segreto (El Secreto de Puente Viejo) è una telenovela spagnola trasmessa dal 23 febbraio 2011 al 20 maggio 2020 sulla rete televisiva Antena 3.
L'edizione italiana è andata in onda su Canale 5 dal 10 giugno 2013 al 28 maggio 2021.

## Trama

### 1ª stagione:Pepa, la partera
Spagna, 1896. Pepa Balmes, una giovane levatrice, ha una relazione con Carlos Castro, il quale la tradisce e le sottrae il figlio che hanno avuto insieme per darlo alla sua legittima moglie Elvira, che ha invece dato alla luce un bambino morto. Sei anni dopo si trasferisce a Puente Viejo, dove si innamora di Tristan Castro, figlio della potente Donna Francisca Montenegro e marito dell'instabile Angustias. Il loro amore viene continuamente ostacolato da intrighi, segreti e rivelazioni sconvolgenti, tra cui la scoperta che il figlio di Tristan e Angustias, Martín, è in realtà quello strappato alla levatrice molti anni prima.
Alla tormentata storia d'amore tra Pepa e Trístán si affiancano le vicende degli altri abitanti di Puente Viejo, come la famiglia Ulloa, composta dal padre Raimundo, gestore della locanda del paese, e dai figli Emilia (la migliore amica di Pepa) e Sebastián. Vi è poi la famiglia Castañeda, con il capofamiglia José, la moglie Rosario e i figli Alfonso, Juan, Mariana e Ramiro, tutti impiegati nella tenuta dei Montenegro. Juan vive una tormentata storia d'amore con Soledad, figlia minore di Francisca, terminata tragicamente con la morte di lui, mentre Alfonso finisce per sposare Emilia. La sottotrama comica della serie è invece rappresentata dalla famiglia Mirañar, composta dal sindaco Pedro, dalla moglie Dolores, pettegola proprietaria dell'emporio del paese, e dal figlio imbranato Hipòlito. Altri personaggi degni di nota sono il sacerdote Don Anselmo, il capomastro Mauricio Godoy e Olmo Mesía, il crudele fratellastro di Pepa in quanto figliastro di Donna Agueda Molero vedova de Mesía, la madre biologica della levatrice. La stagione termina con la morte di Pepa, avvenuta durante il parto dei figli Aurora e Bosco, avuti con il neo marito Tristan.

### 2ª stagione:La verdad de Gonzalo
Spagna, 1919/1920. Dopo un salto temporale di sedici anni, la scena si sposta sulla travagliata storia d'amore tra Gonzalo Valbuena e María Castañeda. Gonzalo è un sacerdote che rivela a Don Anselmo di essere Martín Castro, il figlio di Pepa. María è la figlia di Emilia e Alfonso che vive insieme alla sua madrina Francisca. La storia di Maria e Gonzalo viene principalmente ostacolata da Francisca e da Fernando Mesía, il pretendente di María, nonché figlio di Olmo.

### 3ª stagione:La familia unida
Spagna, 1921. I protagonisti di questa stagione sono ancora Maria e Gonzalo, che continuano a lottare per il loro amore. Aurora, figlia di Pepa e Tristàn, la cui identità è stata usurpata dalla psicopatica Jacinta Ramos, ritorna a Puente Viejo e riesce a far emergere la verità. Jacinta, al culmine della sua follia, arriva a sparare a Tristàn e a ucciderlo.

### 4ª stagione:Los hermanos contra Francisca
Spagna, 1921/1922. La morte di Tristàn mette sotto shock l'intera popolazione di Puente Viejo, non solo la pasticciera Candela, ma anche sua madre Francisca, che cade in uno stato catatonico. Successivamente Francisca si riprende e Maria, che nel frattempo ha scoperto di essere incinta, decide di lasciare la Villa, perché si rifiuta di continuare a stare con Fernando. Il perfido Mesía la denuncia per adulterio e la fa rinchiudere prima in un carcere, poi in un convento a causa del suo stato interessante. Francisca, inizialmente disposta a non intercedere per la figlioccia, vendicandosi quindi di lei e alleandosi con Fernando, decide di farla scagionare quando scopre che è stato proprio Fernando ad abusare di lei tempo prima. Dunque la ragazza, in libertà, va a vivere con Gonzalo a El Jaral partorendo la loro figlia, Esperanza.

### 5ª stagione:El chico de los tres lunares
Spagna, 1922/1923. Bosco Castro, il fratello gemello di Aurora e figlio di Pepa e Tristan, viene finalmente introdotto nella trama come personaggio centrale. Cresciuto come un selvaggio nei boschi lontano da Puente Viejo e ignaro delle sue origini, viene manipolato da Donna Francisca, che vuole trasformarlo in suo erede e alleato, nascondendogli la verità sulla sua famiglia e mettendolo contro i suoi fratelli. Tenta inoltre di separarlo dalla sua amata Inés Mendizábal, spingendolo a sposare Amalia.
Francisca, con la complicita del truffatore Leonardo, inscena la morte di Gonzalo, il quale nel frattempo si era recato a Cuba per fare luce su una presunta relazione tra il defunto Tristán e una certa Pilar. Maria, venuta a conoscenza della verità, tenta di uccidere la sua stessa madrina, per poi ricongiungersi con Gonzalo, inscenare la morte sua e della piccola Esperanza e trasferirsi definitivamente a Cuba.
Bernarda, la moglie del cugino di Francisca, finge di aiutare Aurora ad accusare la Montenegro della morte di Pepa. In realtà, si tratta di un piano orchestrato dalle due donne per farla impazzire. Francisca scopre però che Bernarda ha tentato di truffarla assieme al marito Fulgencio e così la fa uccidere, accusando poi Aurora dell'assassinio. La ragazza, dichiarata mentalmente instabile, viene internata in un manicomio, dove il neodirettore Fulgencio, in realtà connivente con la cugina, le impartisce ogni sorta di tortura. Conrado, il fidanzato di Aurora, riesce infine ad ottenere dal tribunale il suo trasferimento in prigione.

### 6ª stagione:El reencuentro de los mellizos
Spagna, 1923. Aurora scopre che Bosco è suo fratello: entrambi infatti hanno i tre nèi caratteristici dei figli di Pepa. I due dunque si riconciliano. Bosco lascia la villa e va a vivere insieme a sua sorella a El Jaral. Riuscirà a coronare il suo amore con Inés dopo aver scoperto tutte le menzogne di sua moglie Amalia riguardo la paternità del piccolo Beltrán. Dopo la morte di Inés, Bosco si innamora di Berta, la balia del figlioletto. Francisca si intromette nuovamente nella vita sentimentale del nipote arrivando a ucciderlo per errore.
Sol Santacruz è la sorella di Severo, uno dei grandi avversari di Donna Francisca. Quando Severo arriva a Puente Viejo per vendicarsi della Montenegro, colpevole di aver distrutto la sua famiglia, scopre che Sol è viva, dopo averla cercata per anni, e che è stata costretta a lavorare in un bordello. Una volta liberata dal fratello, Sol inizia una relazione con il dottor Lucas Moliner.

### 7ª stagione:La época de Los Manantiales
Spagna, 1923/1925. La famiglia Mella si stabilisce a El Jaral, ma rimane vittima di un incendio, del quale l'unica superstite è la figlia Beatriz. La ragazza va a vivere con il suo tutore legale, Hernando Dos Casas, giunto in paese insieme alla moglie Camila, sposata per procura. Il loro matrimonio viene ostacolato da Elias, un chimico assunto da Hernando per lavorare nalla sua tenuta di Los Manantiales.
In paese arriva Cristóbal Garrigues, un oscuro e corrotto funzionario del governo, il quale si rivela essere il figlio illegittimo di Salvador Castro deciso a conquistare l'eredità che gli spetta. Con l'aiuto della zia Eulalia, porta nuovi tormenti a Francisca e sconvolge l’equilibrio del paese. Il generale Primo de Rivera, venuto a conoscenza di tutte le sue malefatte, lo fa infine esiliare da Puente Viejo.
Dopo essersi trasferita a Murcia con il marito Nicolás e la loro figlia Juanita, Mariana Castañeda scompare misteriosamente. Nicolás torna a Puente Viejo senza la moglie, suscitando la diffidenza dei parenti. Dopo qualche tempo viene ritrovato il cadavere di Mariana sepolto in una calce viva, il che ha reso difficile il riconoscimento del corpo.

### 8ª stagione:La sombra de Garrigues
Spagna, 1925. Francisca e Raimundo intraprendono una relazione e decidono di renderla pubblica. Cristóbal Garrigues torna per vendicarsi di Severo e di sua moglie Candela e inizia a ricattare Carmelo Leal, costringendolo a cedergli la Miel Amarga e le sue ricchezze in cambio del suo silenzio su un crimine da lui commesso. Garrigues cerca inoltre di uccidere Francisca e Raimundo con una bomba durante il loro matrimonio, ma l'intervento di Prudencio e Saul impedisce l'attentato. Alla fine, Cristóbal viene rinchiuso in manicomio per ordine di Francisca.
Nel frattempo, la tenuta di Los Manantiales vive diverse difficoltà, tra cui l'arrivo di Ismael Barrientos, che ostacola la relazione tra Beatriz e Matías, il figlio adottivo di Alfonso ed Emilia. Ismael si rivela essere Damian, figlio di Hernando, creduto morto, e compie svariati crimini, uccidendo Rogelia e facendo abortire Camila. Dopo la sua morte, arriva Lucia, una donna che tenta di conquistare Hernando seminando zizzania nel suo matrimonio. Nel frattempo, Matías lascia Beatriz per sposare Marcela, che è incinta.

### 9ª stagione:Julieta y los hermanos Ortega
Spagna, 1925/1926. A Puente Viejo arrivano Julieta Uriarte e sua nonna Consuelo. Julieta si innamora di Saúl, ma Donna Francisca impedisce la loro relazione e costringe la giovane a sposare Prudencio, il fratello di Saúl. Le manipolazioni e i crimini di Prudencio e Francisca complicano la relazione tra Saúl e Julieta, ma alla fine i due riescono a consumare il loro amore e a convolare a nozze, per poi lasciare il villaggio.
Nel frattempo, Nicolás, in cerca di vendetta per la morte di Mariana, spara al suo assassino e finisce in carcere. Durante il suo trasferimento, viene salvato dalla fucilazione grazie all'aiuto di alcuni paesani di Puente Viejo. Il generale Pérez de Ayala, potente padre dell'assassino di Mariana, è determinato a catturare Nicolás per vendicare il proprio figlio, ma viene ucciso dai Castañeda, i quali poi fuggono in Francia.

### 10ª stagione:Fernando Mesía contrattacca
Spagna, 1926/1927. Donna Francisca scompare misteriosamente dalla Villa, ma ritorna dopo alcuni giorni, quando Fernando Mesía si trasferisce nella Villa con una procura firmata da lei, ottenendo il controllo del patrimonio familiare. Raimundo e Mauricio cercano di scoprire la verità sulla sua scomparsa e il ritorno di Fernando. Scoprono che Francisca è in un manicomio in uno stato catatonico, ridotta in quel modo da Fulgencio Montenegro e Fernando per vendicarsi di lei. Raimundo, con l’aiuto di Gonzalo, inscena la morte di Francisca per proteggerla e curarla. Inoltre, Maria e Gonzalo, che tutti credevano morti, fanno ritorno.
Nel frattempo, Elsa e Isaac sono sul punto di sposarsi, ma vengono attaccati da uomini incappucciati. Elsa viene creduta morta, mentre Isaac viene salvato da Antolina, la quale, innamoratasi di Isaac, finge una gravidanza per avvicinarlo a sè. Elsa è viva e fa ritorno a Puente Viejo. Antolina perde il bambino e accusa Elsa di averla spinta. Quando il padre di Elsa scopre la verità su Antolina, quest'ultima lo uccide. Elsa si fidanza con il Dottor Álvaro Fernández, ma Isaac scopre che è coinvolto con Antolina. Alla fine, Isaac scopre che Antolina non è incinta di lui, ma di un altro uomo.

### 11ª stagione:Santacruz, el desafortunado
Spagna, 1927. Isaac ed Elsa stanno insieme nella stessa casa, ma Antolina denuncia Elsa per il reato di adulterio, facendola arrestare. In seguito Elsa viene scarcerata e Antolina è costretta ad abbandonare il paese da Isaac, dopo che questi ha scoperto tutte le sue malefatte. Elsa, che rischia di morire per una malattia, viene subito operata al cuore e ha la possibilità di stare con Isaac. Antolina muore cadendo da un burrone mentre tenta di uccidere suo marito e, dopo la sua morte, Isaac ed Elsa si sposano e lasciano Puente Viejo.
Fernando cerca di riconquistare María, ma i suoi sforzi sono vani e decide di mettere in atto un meticoloso e spietato piano di vendetta nei confronti di ciascun abitante del paese, causando diversi morti (tra cui Adela, moglie di Carmelo) e appiccando un incendio devastante che distrugge Puente Viejo, nonostante Severo, Carmelo, María e Francisca tentino in ogni modo di fermarlo. Infine Maria spara a Fernando per legittima difesa, uccidendolo. Affranti per la distruzione del villaggio, gli abitanti di Puente Viejo se ne vanno, ognuno per la propria strada.

### 12ª stagione:El resurgir de Puente Viejo
Spagna, 1930. Tre anni dopo l'incendio che ha devastato Puente Viejo, molte case sono state ricostruite e nuovi abitanti sono arrivati. Le tensioni tra i lavoratori della miniera dei marchesi De Los Visos (proprietari de L'Avana, l'ex casa di Fernando e María) e la fabbrica d'acciaio dei Solozábal portano a delle rivolte. Mauricio è diventato sindaco di Puente Viejo, mentre Francisca, aiutata da Isabel De Los Visos, cerca di recuperare la sua casa e le sue terre, ora di proprietà dei Solozábal. Le due famiglie, nemiche, vedono sorgere complicazioni quando Rosa e Adolfo si innamorano e si sposano, nonostante il vero amore di Adolfo sia Marta, la quale è incinta di Adolfo ma si sposa con Ramón per nascondere la paternità del figlio.
Francisca affronta sua zia Eulalia e, dopo averla uccisa, si ricongiunge con Raimundo, ma quest'ultimo versa in uno stato vegetativo. Emilia torna a prendersi cura di lui, e si scopre che Francisca è a capo di un'organizzazione segreta contro la Repubblica a cui hanno aderito anche Donna Isabel, Tomás e il nuovo parroco Don Filiberto. L'arrivo di Begoña, la moglie squilibrata di Don Ignacio, porta a ulteriori complicazioni. La perfida donna manipola Rosa e uccide Ramón dopo averlo picchiato. Inoltre, Jean Pierre, amante francese della marchesa Isabel, sconvolge la famiglia De Los Visos, rivelandosi essere il vero padre di Adolfo e la causa del conflitto con Don Ignacio. Rosa rivela che la sua gravidanza è solo una messa in scena e, dopo essere stata sul punto di uccidere la sorella Carolina, viene ricoverata in un ospedale psichiatrico con la madre Begoña. Emilia rivela di avere una malattia incurabile e che le resta poco tempo da vivere, mentre Adolfo e Marta partono insieme per iniziare una nuova vita insieme. La situazione culmina con un'esplosione in cui Puente Viejo viene distrutta da Don Filiberto, che si sente in colpa per i crimini commessi per conto di Francisca. Molti abitanti perdono la vita, tra cui Filiberto, Raimundo e Francisa.

## Puntate
| Stagione                                           | Puntate                    | Prima TV Spagna | Prima TV Italia |
| -------------------------------------------------- | -------------------------- | --------------- | --------------- |
| Prima stagione - Pepa la levatrice                 | 381 (dalla 1 alla 381)     | 2011-2012       | 2013-2014       |
| Seconda stagione - La verità di Gonzalo            | 200 (dalla 382 alla 581)   | 2012-2013       | 2014-2015       |
| Terza stagione - La famiglia unita                 | 85 (dalla 582 alla 666)    | 2013            | 2015            |
| Quarta stagione - I fratelli contro Francisca      | 169 (dalla 667 alla 835)   | 2013-2014       | 2015            |
| Quinta stagione - Il ragazzo dai tre nei           | 195 (dalla 836 alla 1030)  | 2014-2015       | 2015-2016       |
| Sesta stagione - Il rincontro dei gemelli          | 200 (dalla 1031 alla 1230) | 2015-2016       | 2016-2017       |
| Settima stagione - Il tempo dei Manantiales        | 254 (dalla 1231 alla 1484) | 2016-2017       | 2017            |
| Ottava stagione - L'ombra di Garrigues             | 121 (dalla 1485 alla 1605) | 2017            | 2017-2018       |
| Nona stagione - Julieta e i fratelli Ortega        | 225 (dalla 1606 alla 1830) | 2017-2018       | 2018            |
| Decima stagione - Fernando Mesia contrattacca      | 219 (dalla 1831 alla 2049) | 2018-2019       | 2018-2019       |
| Undicesima stagione - Santacruz, lo sfortunato     | 111 (dalla 2050 alla 2160) | 2019            | 2019-2020       |
| Dodicesima stagione - La rinascita di Puente Viejo | 164 (dalla 2161 alla 2324) | 2019-2020       | 2020-2021       |

## Personaggi e interpreti
È riportata di seguito la lista dei membri del cast principale della soap:
- Donna Francisca Montenegro (puntate 1-1643, 1651-1818, 1891-1913, 1975-2161, 2175-2325), interpretata da María Bouzas.
- Don Raimundo Ulloa (puntate 1-870, 932-2161, 2165-2170, 2250, 2285-2325), interpretato da Ramón Ibarra.
- Donna Emilia Ulloa (puntate 1-1845, 1974-1977, 2154-2161, 2295-2325), interpretata da Sandra Cervera.
- Don Mauricio Godoy (puntate 1-2325), interpretato da Mario Zorrilla Rojo.
- Don Matías Castañeda (puntate 902-2161, 2170-2325), interpretato da Ivan Montes.
- Donna Marcela Del Molino de Castañeda (puntate 1522-2325), interpretata da Paula Ballesteros.
- Donna María Dolores Asenjo de Comino (puntate 1-1790, 1806-1890, 1922-2325), interpretata da Maribel Ripoll.
- Don Tiburcio Comino (puntate 1664-1790, 1806-1920, 1927-2325), interpretato da César Capilla.
- Don Hipólito Mirañar (puntate 1-2325), interpretato da Selu Nieto.
- Don Onésimo Fernández Mirañar (puntate 1160-2161, 2180–2325), interpretato da José Gabriel Campos.

## Produzione
Le riprese interne si sono svolte all' interno degli studi di registrazione VAV Group Studios a Leganés comune spagnolo sito vicino a Madrid.

## Colonna sonora
Le musiche della soap sono composte da Alex Conrado.
1. El Secreto de Puente Viejo (Cabecera)
2. Pepa y Tristán (Paseo a Caballo)
3. El Incendio
4. El Parto
5. Tema de Pepa
6. Pepa y Tristán
7. Pepa buscando a Martín
8. Juan y Soledad
9. Emilia Ulloa
10. Desterrada
11. Los Mirañar
12. Paseo por Puente Viejo
13. En la Plaza
14. Francisca Montenegro
15. Pepa y Carlos Castro
16. El Secreto de Puente Viejo (Completa)
17. El Accidente
18. La partera y el soldado
19. Tema de Martín
20. Te alejas de mí
21. Tema de Carlos Castro
22. El Vals de Pepa y Tristán
23. Tema de Angustias
24. El recuerdo de Martín
25. El colgante
26. Pepa secuestrada
27. Tristán enfermo
28. Tema de Soledad
29. Amanecer en Puente Viejo
30. Un rayo de esperanza
31. La nostalgia de Soledad
32. Las promesas de Tristán
33. Un largo paseo
34. Pepa llora a Martín
35. Tristán sale en busca de Pepa
36. Los planes de Francisca
37. Sebastián y Virtudes
38. Los anarquistas
39. Antes de Ti (María y Gonzalo)
40. Bosco Salvaje
41. Candilejas
42. Conrado y Mi Amor
43. El Parto de Pepa
44. El Regreso de un Hijo (Gonzalo)
45. Gonzalo Confiesa la Verdad a Tristán
46. La Tristeza Sobre Mi
47. La Vuelta de Aurora
48. Los Dos Amantes (Bosco y Inés)
49. Promesas Incumplidas (Francisca y Raimundo)
50. Requiem por Tristán
51. Una Lágrima Olvidada
52. Jacinta
53. El Barranco
54. El Atentado
55. Culpable
56. Los Intrigos
57. Un enemigo en común
58. Que nos lleve la muerte
59. El dilema de Carmelo
60. Mientras se desata la locura
61. Cristóbal Garrigues
62. Los secretos de Mesía
63. El plan de Fernando
64. La venganza de Fernando
65. El Duelo Final
66. Cara a cara
67. Las torturas de Fulgencio
68. Consuelos eternos
69. Confusión entre tormentas
70. Los Santacruz
71. Sol Santacruz
72. Después de la tormenta
73. Cuando apareciste tú
74. Cómplices
75. Requiem por un alma más
76. Sueños rotos
77. Tensión por Raimundo
78. La Redada
79. Reflejo del pasado
80. Una irresistible trampa
81. Los hermanos Ortega
82. Celos enfermizos
83. Camila
84. La desgracia sobre nosotros
85. Drama
86. La carta de Martín
87. Los Buendía
88. Candela
89. Todo se complica
90. Santacruz, el desafortunado
91. Cuando no estes conmigo
92. Isaac y Elsa
93. Tema de Antolina
94. El desmayo de Francisca
95. La estrategia perfecta
96. Una vida juntos
97. Disparo a Tristán
98. Un dramatico destino
99. Cine en Puente Viejo
100. Mi boomerang y yo
101. Una sonora tontería
102. El secreto mejor guardado
103. Decepción
104. El tenso encuentro
105. Shangri La
106. El resurgir de Puente Viejo
107. Dulcemente tú
108. Del puente a la plaza
109. Desatada
110. Un grave error
111. La Republica
112. Sospechas
113. La Marquesa De Los Vivos
114. La traición
115. Secretos inconfesables
116. Oscuras intenciones
117. Los Urrutia
118. Los Revolucionarios
119. Durante la guerra
120. Un desafortunado accidente
121. Desesperada
122. Desolación
123. Eter
124. Los Comediantes
125. Lindos momentos
126. Flores para Antoñita
127. Paseo por el pueblo
128. Angelicus

La sigla italiana de Il segreto è un jingle ordinato da Mediaset all'autore Dino Ceglie e basato sul brano Have You Ever Really Loved a Woman? di Bryan Adams.

## Distribuzione
In Spagna la soap è stata trasmessa da Antena 3 nella fascia oraria 17:40-18:50, dopo aver esordito in prima serata il 23 febbraio 2011. Il 24 febbraio 2020 la casa di produzione ha annunciato lo stop alla telenovela dopo 9 anni a causa di un calo di ascolti e per un rinnovo del palinsesto dell'emittente. L'ultima puntata è stata trasmessa il 20 maggio 2020 alle 22.45. L'episodio, dalla durata particolare di un'ora e mezza, è stato seguito da una media di 1.740.000 telespettatori, con uno share del 13%.
L'edizione italiana della soap è stata trasmessa su Canale 5 e poi su Rete 4. Il 28 maggio 2021 Canale 5 ha proposto un appuntamento in prima serata dal titolo "Il segreto - Gran finale" con la messa in onda degli ultimi tre episodi della soap, tagliando alcune parti per diminuire la durata totale della serata.
La serie è stata accolta positivamente dalla maggior parte dei canali dell'America Latina ed è stata trasmessa anche in Vietnam, divenendo la prima telenovela spagnola ad essere trasmessa nel Sud-est asiatico. Il segreto è stata trasmessa anche in Francia, Ucraina, Regno Unito, Irlanda, Bulgaria, Polonia, Montenegro, Bosnia-Erzegovina, Croazia, Macedonia del Nord, Ucraina, Cile, Ungheria, Georgia, Cipro, Serbia, Slovenia, Lituania, Stati Uniti e Messico.
In Cile fu la Televisión Nacional de Chile (TVN) ad acquistare i diritti della serie, che debuttò in seconda serata giovedì 7 agosto 2014, raggiungendo 10 punti di share. In seguito venne trasmessa dal lunedì al venerdì alle 16:15, con repliche alle 23:50 e in vari orari pomeridiani. L'ex presidente della Repubblica del Cile, Michelle Bachelet, chiese addirittura di incontrare l'attrice María Bouzas invitandola a cena durante una commemorazione al Palazzo Reale di Madrid. Tuttavia, nonostante il successo iniziale, la serie venne cancellata il 12 agosto 2016 a causa del basso numero di telespettatori.

### Edizioni home video
La versione italiana ha ricevuto una pubblicazione in DVD. Il primo cofanetto contenente la prima stagione in quattro dischi è uscito il 25 novembre 2014. La seconda stagione è stata pubblicata nello stesso formato. Un terzo cofanetto DVD è stato realizzato e distribuito sul mercato italiano da Fivestore dal titolo Il segreto - Tristan: il racconto di un eroe incentrato sulla vita del primo protagonista maschile Tristan Castro. L'opera composta da tre DVD include gli episodi chiave della soap che ripercorrono i momenti più significativi della vita di Tristan Castro. Un quarto cofanetto DVD è stato distribuito sempre da Fivestore e incentrato sulle storie d'amore più importanti della serie, il titolo dell'opera è Il segreto - Le più belle storie d'amore ed è composta da quattro DVD.

## Riconoscimenti
2011 - TP de Oro
- Candidatura - Miglior telenovela o serial.

2012 - Fotogramas de Plata
- Candidatura - Migliore attrice di televisione a María Bouzas.

2012 - Premio Asturias
- Vinto - Personaggio asturiano dell'anno a Pablo Castañon.

2012 - Premios Iris
- Candidatura - Miglior sceneggiatura.
- Candidatura - Miglior musica per la televisione ad Alex Conrado.

2012 - Premios Jóvenes D. O. La Mancha
- Vinto - Televisione e arti dello spettacolo a Jordi Coll e Loreto Mauleón.

2013 - Festival MadridImagen
- Candidatura - Miglior stagione di una serie spagnola.

2013 - European Soap Fan Day
- Vinto - Miglior serie dell'anno.
- Vinto - Miglior attore televisivo straniero ad Álex Gadea.

2011 - Premio Magazine Estrella Distinción Especial
- Vinto - Migliori attori a Megan Montaner e Álex Gadea.

2014 - Premio Paco Rabal
- Vinto - Miglior serie.

2013 - Premio CENCOR
- Vinto - Miglior attrice a Sandra Cervera.

2015 - Premios Neox Fan Awards
- Candidatura - Miglior attrice ad Adriana Torrebejano

2014 - Premios Neox Fan Awards
- Vinto - Miglior attore a Jordi Coll.
- Vinto - Miglior attrice a Loreto Mauleón.
- Candidatura - Miglior serie.
- Candidatura - Miglior bacio a Jordi Coll e Loreto Mauleón.

2013 - Premios Neox Fan Awards
- Candidatura - Miglior serie.
- Candidatura - Miglior attore a Álex Gadea.

2015 - Premios Andalucía
- Vinto - Personaggio andaluso dell'anno a Chico García.

2015 - Premio Catalunya
- Vinto - Miglior attrice televisiva a María Bouzas.

2015 - Grand Prix Corallo Città di Alghero
- Vinto - Miglior serie.
- Vinto - Miglior attrice televisiva a María Bouzas.

## Merchandising
Sono stati distribuiti vari gadget derivati dalla serie. Tra questi album di figurine, album fotografici, calendari, poster dei personaggi e mazzi di carte da gioco.
Ne è stata tratta anche una serie di romanzi:
- La verità di Pepa (La canción de alba), di Benjamín Zafra, Temas de Hoy, 2011
- Il segreto (Promesas incumplidas), di Alejandra Balsa, Temas de Hoy, 2012
- Il segreto. Prima di te (Antes de ti), di Alejandra Balsa e Aurora Guerra, Ediciones Planeta, 2013
- La danza del destino (El baile del destino) di Aurora Guerra, Planeta, 2015

Tutti i romanzi sono stati pubblicati in italiano da Sperling & Kupfer.
Sulla scia del successo della serie in Italia hanno visto la pubblicazione: I segreti de Il segreto. Retroscena, rivelazioni, curiosità sulle trame e gli attori della serie tv di Raffaella Vittori, pubblicato nel dicembre 2014, e Il segreto Magazine, una rivista distribuita nelle edicole a cadenza mensile dal 2014.